# 中华石杉
中华石杉（学名：Huperzia chinensis）为石杉科石杉属下的一个种。